# Down on the Corner
Down on the Corner is een nummer van Creedence Clearwater Revival, van het album Willy and the Poor Boys uit 1969. Het werd in september 1969 uitgebracht als single, tezamen met Fortunate Son. Het nummer vertelt het verhaal over de fictieve band Willy and the Poor Boys, die op straat geld verdient en passanten opvrolijkt door te zingen. Schrijver John Fogerty zingt alle stukken in het lied, maar heeft zichzelf herhaaldelijk laten opnemen om zo een meerstemmig effect te krijgen.
Het nummer piekte op 20 december 1969 op de derde positie in de Billboard Hot 100. Het bleef vijftien weken lang in de Amerikaanse hitlijst staan. In de Nederlandse Single Top 100 kwam Down on the Corner op dezelfde datum binnen op nummer 20. Het bleef zeven weken in de lijst staan en stond driemaal in de top 10, met als piekpositie de achtste plek op 17 januari 1970. In de Vlaamse hitlijsten bereikte het nummer de zeventiende positie.
Het nummer werd door onder meer The Mavericks, de Goo Goo Dolls, Miriam Makeba, Harry Belafonte, Herbie Mann,Jerry Reed en Buck Owens gecoverd.  

## NPO Radio 2 Top 2000
| Nummer met noteringen in de NPO Radio 2 Top 2000 | '06  | '07  | '08  | '09  | '10  | '11  | '12  | '13  | '14  | '15  | '16  | '17  | '18  | '19  | '20  | '21  | '22  | '23  | '24  |
| ------------------------------------------------ | ---- | ---- | ---- | ---- | ---- | ---- | ---- | ---- | ---- | ---- | ---- | ---- | ---- | ---- | ---- | ---- | ---- | ---- | ---- |
| Down on the Corner                               | 1180 | 1256 | 1837 | 1281 | 1072 | 1275 | 1267 | 1409 | 1629 | 1553 | 1606 | 1542 | 1406 | 1431 | 1221 | 1254 | 1418 | 1581 | 1394 |

1. ↑  Een vetgedrukt getal geeft de hoogste notering aan.
2. ↑  2006 was het eerste jaar met een notering voor dit nummer.